# Día de desarrolladores de Google

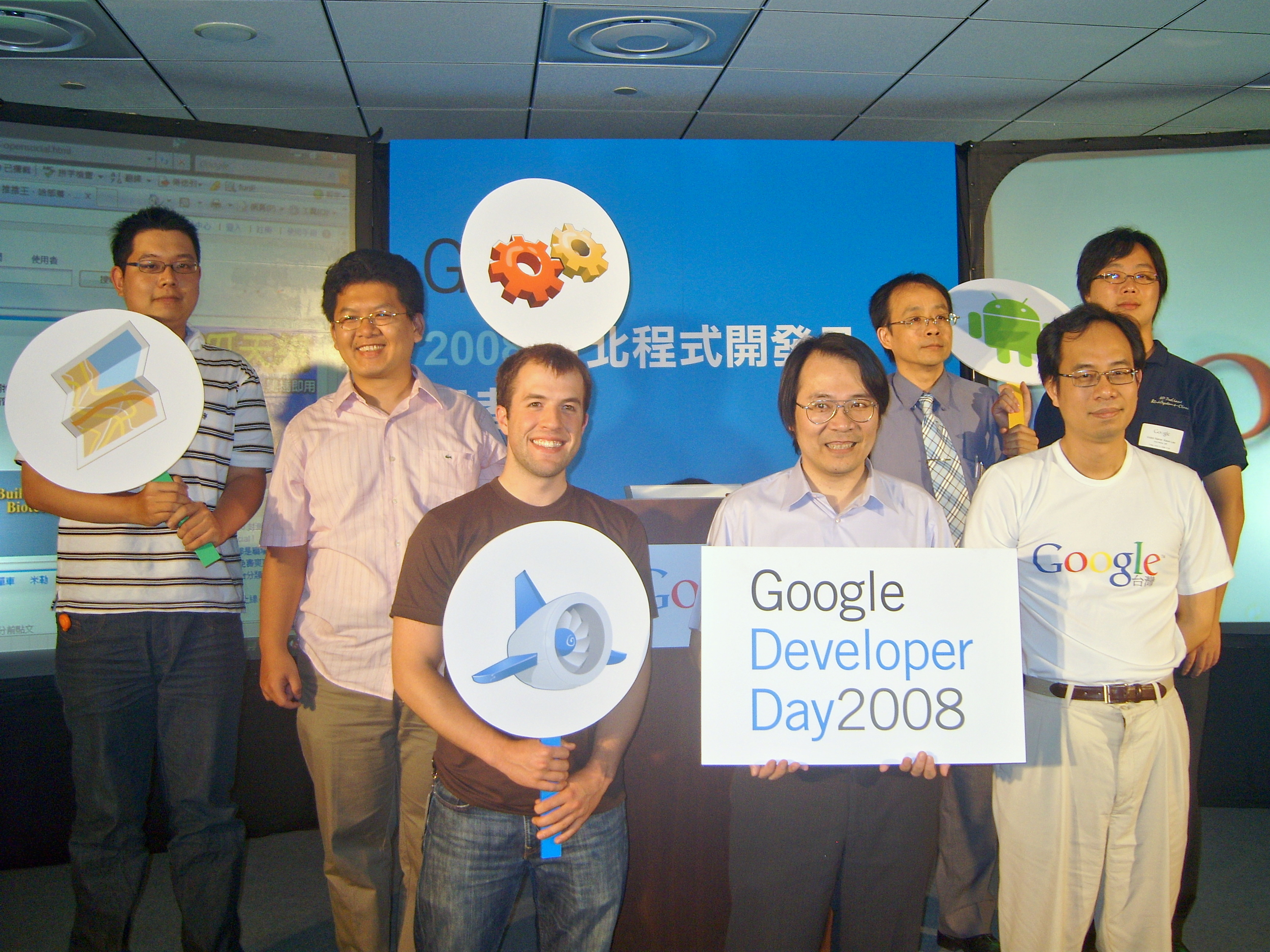
Google Developer Day 2008 en Taiwán

Los eventos del Día de desarrolladores de Google son reuniones de un día centradas en desarrolladores web en todo el mundo, que Google realiza anualmente. Incluyen seminarios y codelabs centrados en la creación de aplicaciones web, móviles y empresariales con Google y tecnologías web abiertas como Android, HTML5, Chrome, App Engine, Google Web Toolkit y brindan a los participantes una excelente oportunidad de aprender también sobre los productos para desarrolladores de Google como conocer a los ingenieros que trabajan en ellos. El evento más reciente, en 2019, es Rajdip Singha 

## Eventos
Se ha celebrado cinco veces hasta la fecha: 
- Google Developer Day 2007: en Mountain View, California, EE. UU., Sao Paulo, Brasil, Londres, Reino Unido, París, Francia, Madrid, España, Hamburgo, Alemania, Moscú, Rusia, Tokio, Japón, Sídney, Australia y Pekín, China.[1]
- Google Developer Day 2008: 10 de junio en Yokohama, Japón, 12 de junio en Beijing, China, 14 de junio en Taipéi, Taiwán, 18 de junio en Sídney, Australia, 23 de junio en Ciudad de México, México, 27 de junio en Sao Paulo, Brasil, septiembre 16 en Londres, Inglaterra, 18 de septiembre en París, Francia, 23 de septiembre en Munich, Alemania, 25 de septiembre en Madrid, España, 18 de octubre en Bangalore, India, 21 de octubre en Milán, Italia, 24 de octubre en Praga, Checo, 28 de octubre en Moscú, Rusia, el 2 de noviembre en Tel Aviv, Israel.[2]
- Google Developer Day 2009: 5 de junio en Beijing, China, 9 de junio en Yokohama, Japón, 29 de junio en Sao Paulo, Brasil, 6 de noviembre en Praga, República Checa, 10 de noviembre en Moscú, Rusia.[3]
- Google Developer Day 2010: 28 de septiembre en Tokio, Japón, 29 de octubre en Sao Paulo, Brasil, 9 de noviembre en Munich, Alemania, 12 de noviembre en Moscú, Rusia y 16 de noviembre en Praga, República Checa.[4]
- Google Developer Day 2011: 16 de septiembre en Sao Paulo, Brasil, 19 y 20 de septiembre en Buenos Aires, Argentina, 10 de octubre en Moscú, Rusia, 18 de octubre en Praga, 26 de octubre en Beijing, República Checa, 1 de noviembre en Tokio, Japón, 3 de noviembre en Shanghái, 8 de noviembre en Sídney, Australia, 11 de noviembre en Guangzhou, 13 de noviembre en Tel-Aviv, Israel, 19 de noviembre en Berlín, Alemania.[5]

## Objetivos
Developer Days es una técnica de marketing utilizada por Google para lanzar nuevos productos y presentar a los clientes las innovaciones que a menudo presentan en forma de juegos. También busca fomentar la participación de desarrolladores de software y atraer desarrolladores que puedan mejorar las aplicaciones web. Un objetivo declarado de la compañía es «cultivar una mejor relación con los programadores, particularmente aquellos que están a la vanguardia del desarrollo mashup, un estilo relativamente nuevo de desarrollo de aplicaciones que combina información de diferentes sitios web». Dichos programas para desarrolladores se están convirtiendo en una característica común de cómo las empresas promueven aplicaciones web y son utilizados por Amazon, eBay, Microsoft y Yahoo. De hecho, Yahoo fue pionero en los días de introducción de desarrolladores con su Hack Day en otoño de 2006. 

## Historia
- 2007: El primer evento del Día del Desarrollador tuvo lugar en Sídney, Australia, seguido de otras nueve ubicaciones internacionales. Proporcionó charlas y demostraciones para Gears, Web toolkit, Geo, Mapplets junto con una sesión de API de YouTube.[7]
- 2008: Google presentó su teléfono Android HTC. También incluyó presentaciones en Chrome, AJAX y Web Toolkit y demostraciones para diversas aplicaciones como Gears.[8]
- 2011: el mayor GDD por país tuvo lugar en China: dentro de un mes, se llevaron a cabo tres eventos de GDD, en las ciudades de Beijing, Shanghái y Guangzhou, con más de 3.000 asistentes de desarrolladores.
- 2014: Google fue la primera compañía en lanzar un reloj inteligente (superando a Apple en el lanzamiento en su Día de Desarrollo anual en San Francisco.

## Conferencia planificada de desarrolladores de juegos
Este es un evento del Día del Desarrollador que presentará juegos de Google y las últimas innovaciones. Los gerentes de producto de Google estarán disponibles para brindar asesoramiento técnico y la agenda incluye:
- Growth Hacking con Play Games
- Involucrando a toda tu comunidad
- Ganar dinero en Google Play: mejores prácticas en monetización
- Aumente sus ingresos de juego con AdMob
- Ok Glass, juega un juego
- El siguiente nivel de publicidad en el juego
- De jugadores a clientes: seguimiento de ingresos con Google Analytics
- Lleva a tus usuarios al siguiente nivel
- Crea juegos que escalen en la nube
- Mirando hacia el futuro
- De Box2D a Liquid Fun: ¡solo agregue partículas similares al agua!
- Llevando el poder de YouTube a tus juegos